# Caccia selvaggia

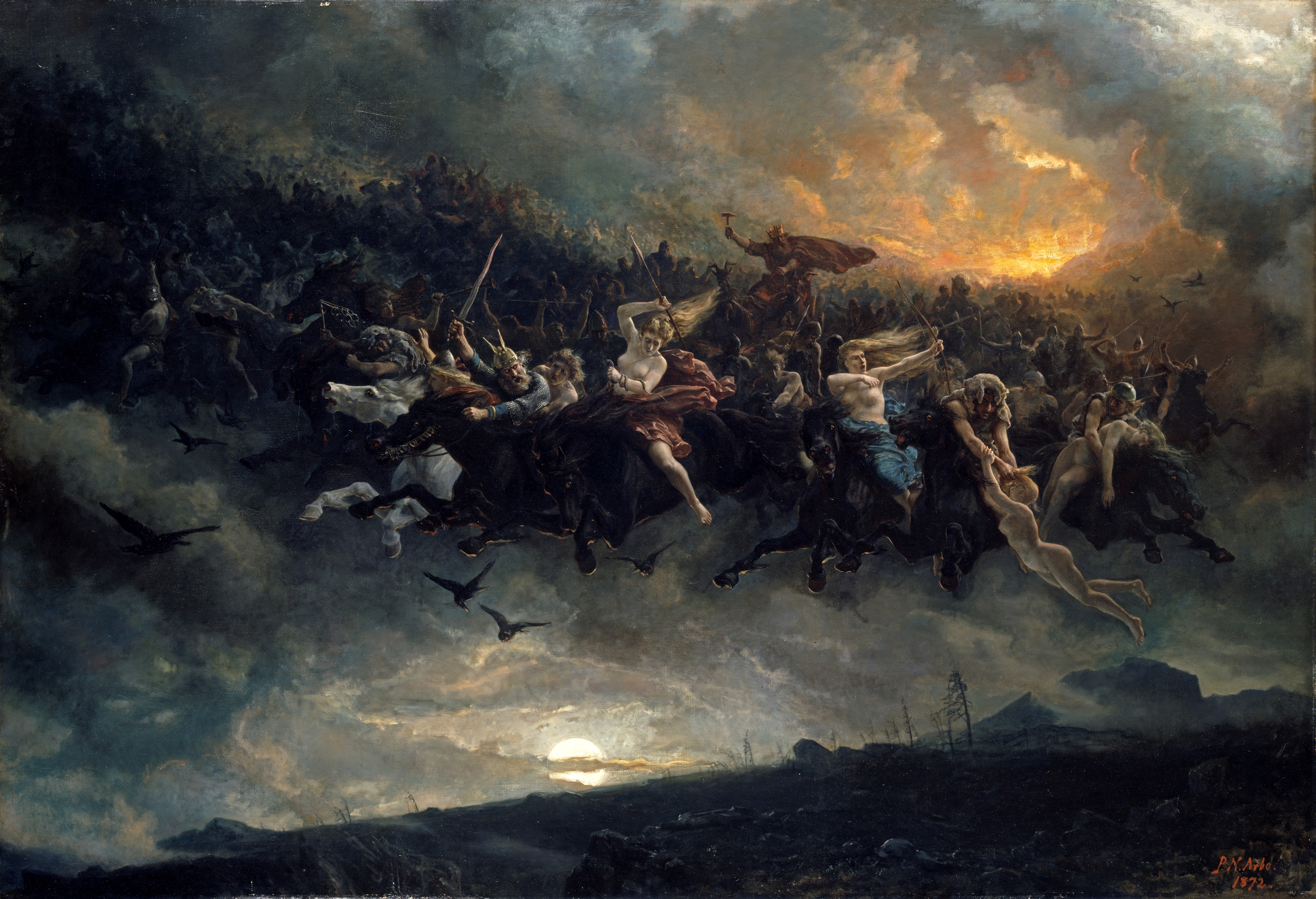
Il dipinto Åsgårdsreien del pittore norvegese Peter Nicolai Arbo raffigurante la caccia selvaggia, 1872, Galleria nazionale di Oslo

La caccia selvaggia  o schiera furiosa è un tema mitologico e folklorico originario dell'Europa settentrionale, centrale e occidentale. La struttura narrativa di tutte le versioni del mito si fonda sull'avvistamento di un corteo notturno di esseri sovrannaturali che attraversa il cielo (o calca il terreno), spesso intento in una battuta di caccia.
Fra i protagonisti della battuta di caccia nelle varie culture si possono citare Odino, re Artù (Gran Bretagna), Carlo Magno (Francia), Herla (Britannia), Nuada (Irlanda), Arawn (Galles), re Waldemar (Danimarca), l'exercito antiguo (Spagna), e Wotan (Germania). 
Essere testimoni della caccia selvaggia viene considerato presagio di catastrofi e sciagure; i mortali che si trovano sul cammino del corteo sono in genere destinati a essere uccisi (rapiti e portati nel regno dei morti).

## Origini
È un'immagine mitica del folklore europeo, soprattutto nelle zone della Germania e Gran Bretagna, Scandinavia, così come la zona delle Alpi. Nonostante le differenze locali, l'elemento di continuità di questa tradizione è dato dal frastuono che lo precede.
L'origine di questo fenomeno folklorico è ancora incerta ma i giorni dell'anno indicati come più favorevoli per il suo avvistamento - l'Epifania, i Sabbat, la vigilia di San Tommaso (20 Dicembre) - hanno spinto gli studiosi a ipotizzare che il fenomeno derivi dai forti venti invernali, mutuati nel latrato dei cani, o addirittura dal verso delle oche selvatiche.
Assente dalla tradizione greca e latina, la tradizione di un esercito di morti è rintracciabile nell'Europa del Nord e raggiunse l'apice della diffusione nel resto dell'Europa nel XII secolo. Il primo riferimento nominale si trova nell'ottavo libro della “Historia Ecclesiastica” di Orderico Vitale, dove viene raccontato dell'incontro tra la schiera e il prete Walchelin. L'uomo di rientro a casa la sera del 1° Gennaio 1091 viene attirato da un frastuono e si imbatte in una lunga schiera di persone, dapprima a piedi poi a cavallo, tormentate in varie maniere. Tra loro riconosce alcuni suoi compaesani morti e riesce addirittura a dialogare con uno di loro, che si identifica come il suo defunto fratello e gli raccomanda di pregare per la sua anima poiché ad ogni preghiera la sua pena viene ridotta. Orderico Vitale identifica la schiera come la Caccia Selvaggia definendola “sine dubio familia Herlechini”.
Se l'immagine della cavalcata notturna è estranea alla mitologia greco-romana, è invece presente in quella dei Celti, nella figura della dea Epona, sempre associata ai cavalli. Questa dea era una divinità mortuaria, spesso rappresentata con una cornucopia simbolo dell'abbondanza; a lei si sovrapporrà successivamente la dea romana Diana. Ad Epona poi si collegavano anche altre figure del mondo religioso celtico (come la dea notturna Queen Mab), tramontate con l'arrivo del Cristianesimo.

## Hellequin e il leader della Caccia Selvaggia
Il nome Hellequin, talvolta come variante Herlequin, è sempre accumunato alla Caccia Selvaggia come nome del suo leader. L'etimologia di tale nome risulta incerta, le proposte variano dall' antico francese herle ('tumulto'), al germanico Heer ('esercito') e Thing ('assemblea'), o König ('re'), all'anglosassone helle-cynn ('hell-kin'); gli studi hanno escluso un possibile collegamento con la parola inglese hell mentre è stata enfatizzata la vicinanza con il personaggio della commedia dell'arte Arlecchino e il diavolo Alichino descritto nella Divina Commedia di Dante Alighieri. 

Alcuni studi individuano invece come leader della Caccia Selvaggia Herne il Cacciatore, citato anche nell'atto 4, scena 4 de Le allegre comari di Windsor:
C’è un’antica leggenda popolare

 che narra come Herne il Cacciatore 
custode un tempo qui 
della Foresta di Windsor, le notti 
di pieno inverno, a mezzanotte in punto, 
s’aggira intorno ad una grande quercia 
con grandi corna in testa 
ramificate, e là dà fuoco all’albero, 
e cattura il bestiame, 
e munge latte/sangue dalle mucche 
e scuote una catena 
nel modo più terribile e sinistro. 
D’un tale spirito avrete udito 
anche voi e saprete come i vecchi, 
nella superstiziosa lor follia, 
abbiano tramandato come vera 
questa storia di Herne il Cacciatore 

fino alla nostra età.
Altre figure nel corso del tempo sono state identificate dalla tradizione come il leader della Caccia Selvaggia, alcune storiche come Ugo Capeto, Federico II, Carlo V (assai fortunata la proposta etimologica di Carlus Quintus > hellequin), altre leggendarie come il dio Wotan, il re bretone Herla o re Artù. La sua raffigurazione in groppa ad un caprone sul mosaico di Otranto (XII secolo), così come la sua comparsa, dopo un secolo, alla testa della "caccia selvaggia", testimonia la contiguità tra rielaborazioni letterarie e credenze folkloriche incentrate sul rapporto con l'aldilà. Il viaggio di eroi come Erec, Perceval, Lancillotto verso castelli misteriosi, che un ponte, un prato o una landa separano dal mondo degli uomini, è stato riconosciuto come un viaggio verso il mondo dei morti.

## In Italia
In Italia, soprattutto nell'area alpina, la caccia selvaggia viene associata a lontane luci, scalpitio di zoccoli, abbaiare di cani, urla demoniache, e un forte sibilare del vento. Il protagonista della caccia in questa zona si chiama Beatrik, e viene associato alla figura di Teodorico il Grande. La leggenda col tempo è stata inquadrata in una cornice cristiana che ne ha modificato i suoi connotati soprattutto nell'esito finale, utilizzandola a fini di ammonimento; in questa variante, l'intervento di un religioso riesce ad allontanare il corteo infernale.

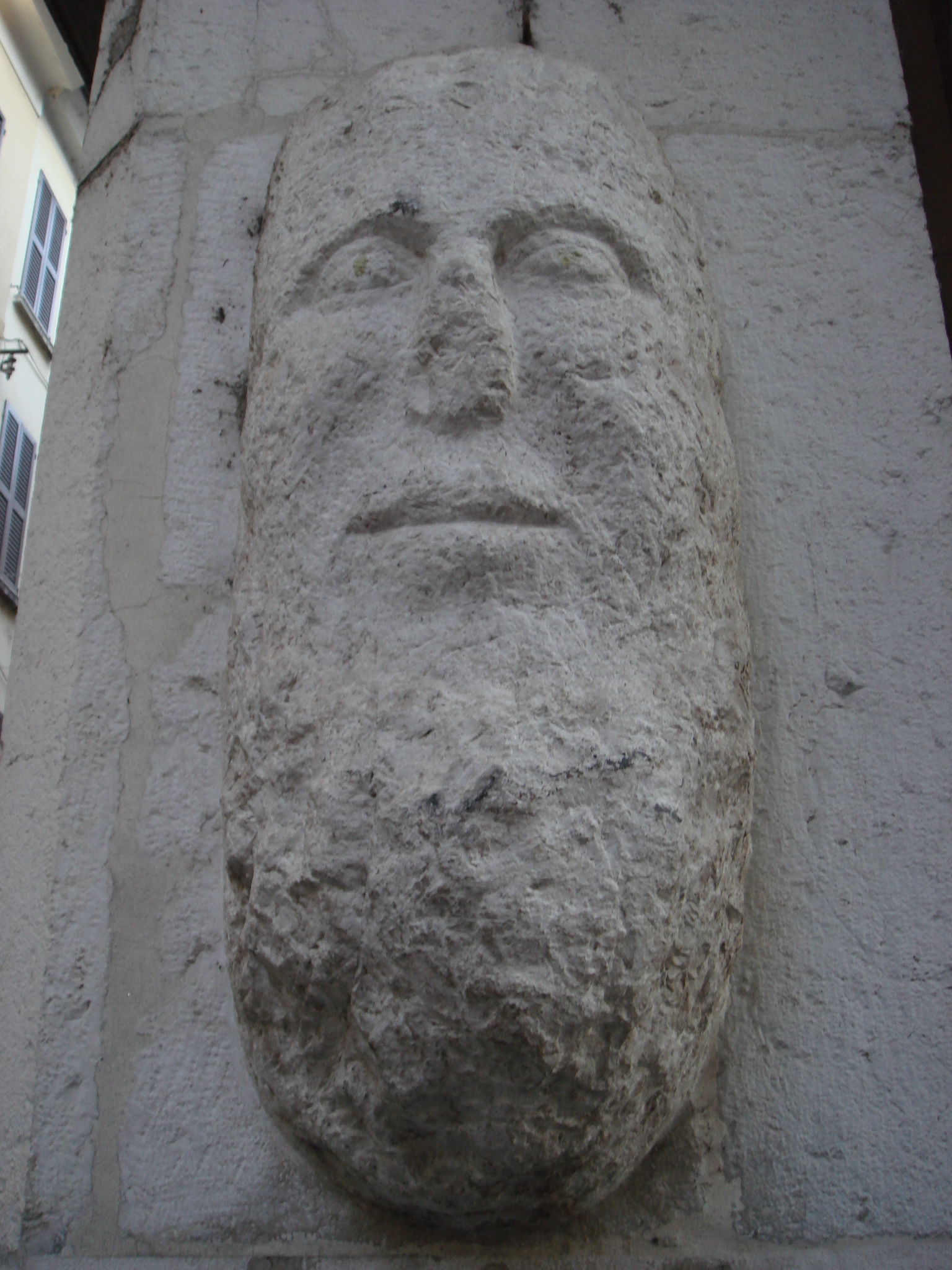
Teodorico il Grande

- Nel Medioevo ad esempio troviamo una testimonianza d'eccezione per l'Italia nel secondo girone del settimo cerchio[10] dell'Inferno di Dante[11] che ci dimostra come la leggenda fosse patrimonio comune europeo. La Caccia selvaggia compare anche nella novella moralizzante Il carbonaio di Niversa di Jacopo Passavanti[12] e nel Decameron di Boccaccio nella novella di Nastagio degli Onesti[13] dove, tre miglia fuori Ravenna si assiste alla scena di una donna discinta furiosamente inseguita da due cani e da "un cavalier bruno, forte nel viso crucciato, con uno stocco in mano". La vicenda di Nastagio è straordinariamente rappresentata nell’omonimo quadro da Botticelli; ma possiamo ricordare anche il più tardo Torquato Tasso che vi accenna nella Gerusalemme liberata.[14]
- Nel folklore della Lunigiana, la caccia selvaggia, nota come caccia infernale, è preceduta da folate di vento gelido ed è composta da una muta di cani feroci e spiriti aggressivi.[15] Nella cultura popolare italiana si racconta della caccia selvaggia soprattutto nelle zone montane: lungo tutto l'arco alpino e in certi casi anche lungo la catena appenninica, con varianti.
- In varie località della Val Brembana esiste la analoga leggenda della caccia selvaggia o caccia morta.[16]

## Charivari
Il nome di Hellequin collega il fenomeno folklorico della Caccia Selvaggia a quello dello Charivari, un rituale popolare di origine medievale che consisteva nella rumorosa protesta da parte di un gruppo di giovani uomini durante i matrimoni. Il nome di Hellequin viene collegato allo charivari in un'interpolazione del Roman de Fauvel in cui si racconta di come uno "chalivali" irrompa durante le nozze del malvagio Fauvel e Vana Gloria causando rumore e scompiglio. A capo della schiera di quelli che sono descritti apertamente come diavoli, si identifica un “grant jaiant” di nome Hellequin.
Le motivazioni alla base di questo fenomeno sono state fatte risalire ipoteticamente al XIV secolo come manifestazione del dissenso popolare nei confronti delle seconde nozze, in un'Europa spopolata dalla peste. Ad avvalorare la tesi e il collegamento con la Caccia Selvaggia, i giovani uomini che componevano lo charivari si vestivano e atteggiavano come i morti del luogo, di fatto impersonandoli e rappresentando dunque il giudizio popolare nei confronti degli sposi.

## Le varie terminologie
Il nome con cui viene indicata la mitica caccia selvaggia cambia di nazione in nazione attraverso l'Europa, ma anche spostandosi da una singola regione all'altra. In Inghilterra si chiama Wild Hunt, in Scozia Sluagh, in Germania Wutende heer, in Francia Chasse Arthur, in Svizzera Struggele selvaggia. Considerando solamente l'Italia, viene definita in Lombardia Caccia Morta (o Caça Morta in lombardo) o Caccia del Diavolo, in Piemonte Corteo dla Berta o Càsa d'i canètt, nel bellunese Caza selvarega o Caza noturna, in Trentino Caça selvadega o Ciaza Mata in Val di Non, in Valsassina Caça Selvadega.

## Influenza in altri continenti
Una penetrazione del mito europeo nell'immaginario popolare nordamericano è ravvisabile nel celebre racconto La leggenda di Sleepy Hollow  (conosciuto in Italia anche come "La leggenda della Valle addormentata" ) di Washington Irving, patrimonio letterario dell'etnia nordeuropea insediatasi nel New England e nell'odierno stato di New York. Il racconto introduce la figura del "cavaliere senza testa", un guerriero fantasma che è solito cavalcare nelle notti nebbiose nei pressi del cimitero e della chiesa olandese della Valle, alla disperata caccia di una nuova testa.
Una seconda traccia di questo tema archetipico nella cultura statunitense (in questo caso contemporanea) è presente nell'iconico brano country (Ghost) Riders in the Sky di Stan Jones (1948), poi riadattato in varie cover da artisti successivi quali Johnny Cash, Elvis Presley e The Blues Brothers. Il testo originale parla infatti di un cowboy che nel bel mezzo del deserto avvista una mandria di mucche dagli occhi rossi percorrere i cieli al galoppo, rincorsa da mandriani fantasma decisi a catturarle, ma destinati a fallire perpetuamente nello scopo, in un ciclo eterno che li vede condannati a solcare i cieli all'infinito. Al malcapitato cowboy viene dunque proposto di unirsi a loro e di cavalcare per raggiungere il gregge dannato (espressamente definito "mandria del diavolo") in cambio della salvezza della sua anima.

## Nella cultura di massa
- Il poemetto epico Tam o' Shanter dello scozzese Robert Burns descrive vividamente un sabba infernale dai tratti onirici; nei versi finali il protagonista Tam, in preda agli effetti dell'alcol, interrompe accidentalmente il rituale, scatenando l'ira degli indemoniati e lo schieramento di un'orda furiosa decisa a braccarlo.
- Il romanzo storico Mangiatori di morte di Michael Crichton narra di un esercito di esseri mostruosi e selvaggi che arrivano con la nebbia, a cavallo di un "serpente di fuoco".
- Il tema della Caccia è espresso creativamente nel film d'animazione Fantasia della Disney. Nell'episodio dedicato al demone slavo Cernobog, il sabba degli spiriti, animato sulle note di Una notte sul Monte Calvo, rievoca il mito ricorrendo a spunti visivi desunti dall'immaginario medievale.
- Nel romanzo Harry Potter e la camera dei segreti di J.K. Rowling si cita la Caccia dei Senza Testa, un rito tradizionale dei fantasmi di Hogwarts.
- La Caccia Selvaggia è un elemento importante nella trama dei racconti e romanzi della serie The Witcher di Andrzej Sapkowski, nonché dell'omonima serie di videogiochi ad essa ispirati prodotta dal team polacco CD Projekt RED. In entrambe, guidata dal Re della Caccia Selvaggia, la Caccia è considerata presagio di guerra e morte e appare come corteo di cavalieri spettrali che solca i cieli su scheletri di cavalli in notti particolarmente significative, come quelle di equinozi e solstizi.
- L'artwork della copertina dell'album Blood Fire Death, quarto album in studio del gruppo musicale black metal svedese Bathory, pubblicato nel 1988, deriva dal dipinto Åsgårdsreien di Peter Nicolai Arbo. Sempre nell'ambito musicale il tema della Caccia Selvaggia è ricorrente negli album del gruppo folk-metal Furor Gallico: la Caccia è ritratta nella copertina del loro terzo album, Dusk of the Ages, e viene narrata in un brano intitolato La caccia morta nel loro album d'esordio.
- Nella serie e visual novel Lord El-Melloi II Case Files, appartenente al franchise di Fate, la Caccia Selvaggia assume un ruolo centrale durante il quarto e il quinto episodio della serie, dove si scatena nella zona circostante un laboratorio magico a causa di un rituale che aveva aperto un portale verso il mondo delle fate e degli spiriti, mietendo molte vittime e trasformandole nei famigerati Cani Neri, i mastini divoratori di anime che solitamente accompagnano la Caccia.
- Nella celebre saga di libri Shadowhunters la Caccia Selvaggia è vista come un gruppo di cavalieri che vola grazie ai suoi cavalli in cielo. Alcuni dei protagonisti (come Mark Blackthorne e il principe Kiernan) sono stati membri del gruppo.
- Nella prima parte della sesta stagione della serie televisiva Teen Wolf, la Caccia Selvaggia è il tema principale su cui ruota la stagione, difatti gli antagonisti principali sono i cavalieri.
- Alla leggenda della Caccia Morta è dedicato l’omonimo brano della band italiana Furor Gallico.
- Il romanzo Spiriti di Stefano Benni, afferente alla corrente letteraria del realismo magico, sviluppa un climax apocalittico in cui legioni di spiriti scatenati sconvolgono il mondo terreno; il personaggio di Aladino, inoltre, ricopre espressamente il ruolo di "spirito cacciatore".
- La rappresentazione di un attacco della Bestia nel film Il patto dei lupi di Christophe Gans ricorda alcuni attributi associati alla Caccia nella cultura montana (cisalpina e transalpina), come il vento che soffia e l'eco spettrale di un fischietto di richiamo da cacciatore a preannunciare l'agguato al crepuscolo.
- Nel romanzo La cavalcata dei morti di Fred Vargas, il commissario Adamsberg indaga su un caso originato dal mito della Caccia furiosa in Normandia.